# سارا وان (نویسنده)
سارا وان (انگلیسی: Sarah Vaughan؛ زادهٔ ۱۹۷۲) نویسنده، رمان‌نویس و روزنامه‌نگار اهل بریتانیا است.